# Faramea axillaris
Faramea axillaris är en måreväxtart som beskrevs av Paul Carpenter Standley. Faramea axillaris ingår i släktet Faramea och familjen måreväxter. Inga underarter finns listade i Catalogue of Life.